# 关西国际机场
關西國際機場（日语：／ kansai kokusai kūkō */?），常通稱為關西機場、大阪關西機場或關空（／ kankū），是位於日本大阪府的機場，坐落於大阪湾东南部的和泉近海離岸5公里的人工島上，面積約1,067.7公頃，行政區劃橫跨大阪府的泉佐野市（北）、田尻町（中）以及泉南市（南）。其為京阪神都會區乃至於近畿（關西）地方主要的聯外國際機場，並與神戶機場、大阪國際機場並列為關西地方三大機場。根據日本《空港法》，該機場被分為據點機場。
關西國際機場於1987年動工興建、1994年9月4日完工啟用，是世界第一座完全以填海造陸建成的機場，它同時也是一座海上機場，可不受宵禁限制的24小時運作。該機場在規劃初期曾被暫稱為關西新機場（関西新空港），或因所在地歷史上的令制國名和泉國而被一小部份地方人士稱為泉州機場。其距離大阪市中心約38公里，可透過高速公路或聯外鐵道、以及高速船來往，車程最快32分鐘。

## 歷史
1960年代日本，日本關西地方的航空需求逐漸擴大，由於大阪既有的大阪國際機場（伊丹機場）缺乏腹地擴建，興建「關西第二機場」的呼聲孕育而生。1963年，日本首相府內近畿圈整備本部提出的「大阪國際機場擴張整備與第二國際機場建設」計畫獲得內閣會議通過。由於大阪周邊用地吃緊，日本政府決定以填海造地修建機場，並從大阪南港近海、神戶近海、明石近海、淡路島、泉州近海等5個預定地中選出泉州近海為場址。經過5年的填海工程，用了1.8億立方米的土方，在原先水深達17至18米的大阪灣水域從無至有填出了5.11平方千米的機場用地。
機場第一期工程建有一條3500米長的跑道，航站楼主要由意大利建築師倫佐·皮亞諾（Renzo Piano）和日本建築師岡部憲明設計，另外還有其多位著名的建築師、工程師參與設計，並由青木建設負責填海工程，採用玻璃和金屬的高科技派建築風格，長度達1.5公里。啟用後，承接了伊丹機場所有的國際線航班。
機場快速鐵路可以把乘客直接從機場送到大阪市內。機場的建設費用達1.45兆日圓，當時約合200億美元。機場剛建成時，引來建築界和工程界無數讚譽，美國土木工程師協會甚至稱其為「新世紀的豐碑」。除了機場本身外，另在機場島上興建關西國際機場發電中心，專供機場的用電需求。
但由於大阪灣海底的地質條件不佳，是很厚的淤泥，機場建在水深18米的軟地層上，從建設之日起就一直在不停的沉降之中，目前機場所在的人工島已經下陷了十多厘米；加上跑道海拔高度只有5米，與啟用之初比較已下沉超過3米，在遇到極端天候時或因全球暖化機場可能將陷入被水淹沒的風險中。從機場營業之初，營運單位就不得不花費2,700億日元用於維修和在地下室內建造一堵水泥牆以防海水滲入，又進行護岸加高工程和強化排水功能等，但是這些困難並沒有阻止營運單位繼續建設的信心。為了應付日益增加的航空交通，關西機場於1996年開始第二期工程，透過填海把人工島面積擴大到1,300公頃，以興建第二條跑道及第二航站楼。目前機場第二條4,000米長的跑道（6L/24R跑道）已經於2007年8月2日開始運作，為日本第二條有4,000米長的跑道，原有的3,500米跑道（6R/24L跑道）成為副跑道。
2012年10月28日，第二航廈啟用，為日本首座專供廉航使用的航廈。航廈面積約為30,000平方米，內部設計簡單，採用單層式的開放式設計，共有9個飛機泊位，不設空橋。
關西國際機場最初的建設與運作，最初是由日本中央與地方政府共同出資於1984年10月1日設立的「關西國際機場株式會社」（通稱「舊關空會社」）負責。為了統合關空、伊丹這兩座大阪聯外機場的管理工作，日本政府在2012年4月1日成立特殊會社「新關西國際機場株式會社」（簡稱「新關空會社」或NKIAC）來接手營運，原有的關西國際空港株式會社則改組為「關西國際機場土地保有」，保有關西國際機場的土地所有權，日本政府持有的舊關空會社股份則由新關空會社承接。至2016年4月1日，新關空會社再將關空、伊丹兩座機場的大部分業務統一委外由民間企業合資成立的「關西Airport株式會社」承接，新關空會社則維持對這兩座機場的所有權。

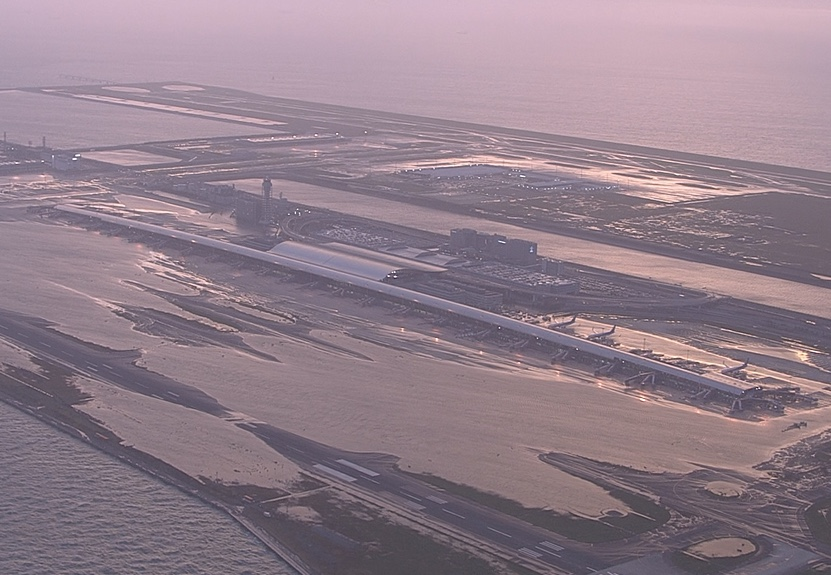
2018年，關西國際機場因颱風燕子導致場區大規模淹水。

2018年9月4日，因受颱風飛燕影響，機場遭遇啟用24年以來最嚴重的損害，跑道及機坪被倒灌海水淹沒，機場連絡橋的南側公路車道則被漂流的液貨船撞擊毀損，導致機場對外交通中斷，約3000名乘客一度被迫滯留機場。直到5日早上，在檢查確認北側車道未受損後，以巴士將受困者從機場疏運，另外在海象穩定後，也以高速船載運受困者前往神戶機場。9月7日上午起，國內線一部份班次使用受損較少的第二航廈及B跑道恢復起降。但第一航廈及A跑道受損較嚴重，國際線航班僅樂桃航空、日航以及全日空共用第二航廈於9月8日起部份重開，在搶修期間，其他航空公司重開日期尚未決定，大阪府知事松井一郎希望能暫以神戶機場及伊丹機場讓國際線航班起降。連絡機場的鐵路於9月18日清晨起恢復運行。經過17天的搶修，關西機場第一航廈及A跑道於9月21日起恢復運作，班機可正常起降。

## 机场控制塔
关西国际机场设有一个机场控制塔，高86.4米，由当时的运输省（现为国土交通省）大阪航空局负责建设，安井建筑设计事务所负责设计。它于1992年11月竣工，管制员目视高度为80米。

## 營運統計
關西國際機場是日本第二大國際機場，也是日本第一座可24小時營運的機場，更是全世界第一座採民營（公有民營）方式營運的國際機場。根據官方統計，在2005會計年度中，關西機場共有112,579次起降，其中包含72,251次的國際班機起降與40,326次的國內班機起降。總旅客人次16,428,399人，其中包含11,139,336人次的國際旅客與5,289,063人次的國內旅客。總貨運量843,368噸，其中大部分都是國際貨物運輸，佔了800,555噸，而國內貨物則只有42,813噸。在每週航班數量上，以2006年度夏季（3月26日 - 10月28日）為例，每週有來自56家國內外航空公司203班次的國內航班，與507班次的國際航班，共710班次，其中純貨運航班佔了135班次，共享航班號的班機只計算實際起降的班機數量。

## 航空公司及目的地

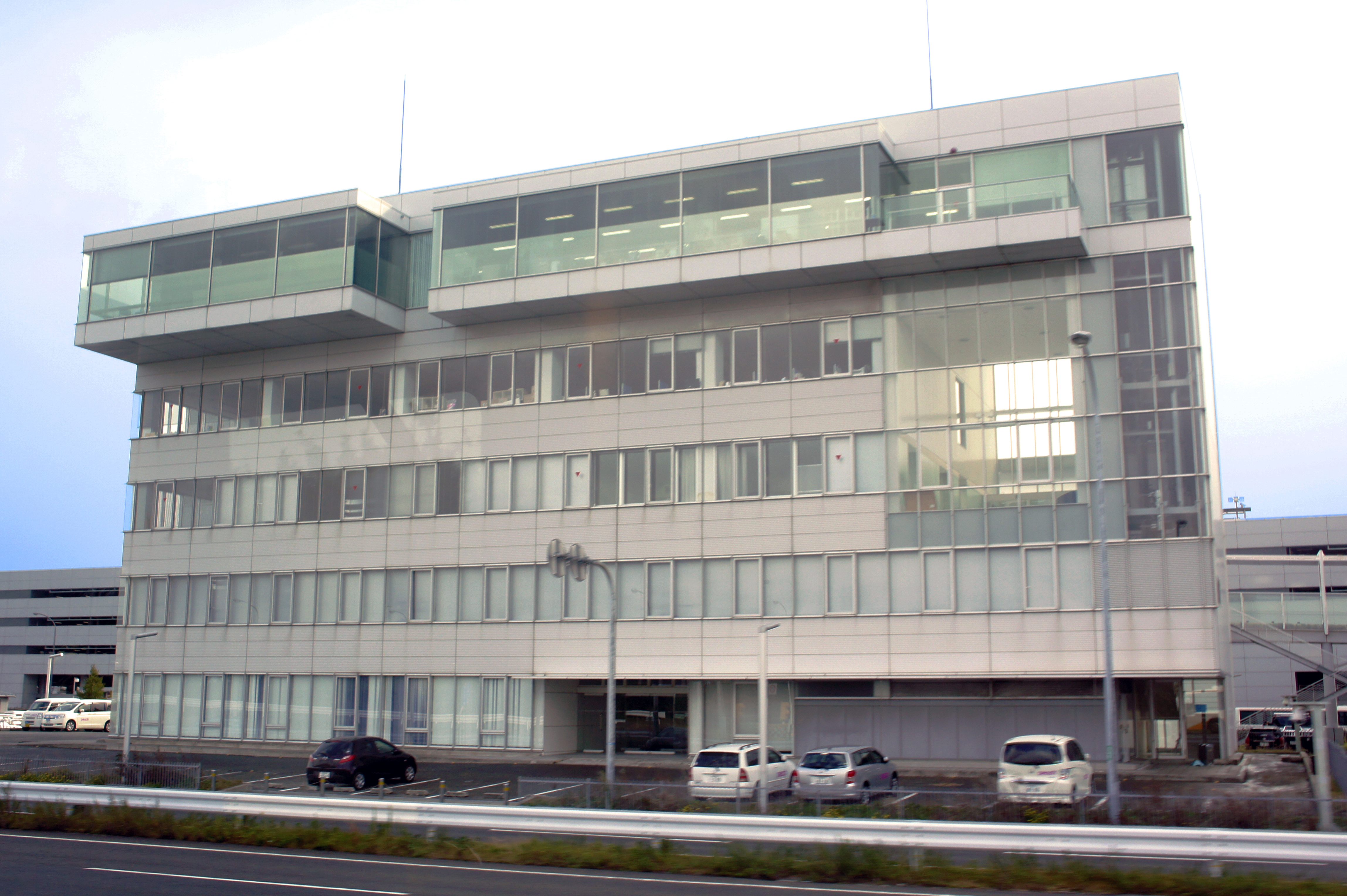
剑泽岛，乐桃航空和关西国际机场土地开发有限公司的总部

国际航班乘客可以乘坐旅客接驳列车Wing Shuttle连接第一航廈各登机闸口。第二航廈與第一航廈間有免費接駁巴士。
由於是位於孤立在海中的人工島上，關西國際機場與日本本土的地面運輸只能靠長度超過3.7公里的關西國際機場聯絡橋來連接。橋樑設有上下兩層，其中上層為六線道的汽車車道，屬關西空港自動車道的一部份。下層則為往返共兩線的鐵道路線，由西日本旅客鐵道與南海電鐵兩家公司共用，終點站關西機場站（関西空港駅）與機場航廈相連，提供班次密集的接駁服務。除了一般快車外，兩家公司分別還推出可以快速往返於機場與主要都會區之間的特急列車，包括JR西日本的機場特急遙，與南海電鐵的特急Rapi:t。
除了鐵公路地面運輸，另外還有高速渡船航班往來於神戶機場。

### 客運
| 航空公司                                  | 目的地 | 航廈     |
| ----------------------------------------- | --- | -------- |
| 日本航空（JL）                            | 國內線：東京-羽田、札幌-新千歲 國際線：上海-浦東、曼谷-蘇凡納布、洛杉磯、檀香山 | 1 南翼   |
| 日本越洋航空（NU）                        | 國內線：石垣、沖繩 | 1 南翼   |
| 全日本空輸（NH）                          | 國內線：東京-羽田、札幌-新千歲、福岡、沖繩、石垣、宮古 季節性：女滿別 | 1 北翼   |
| 全日本空輸（NH） （由全日空之翼航空營運） | 國內線：札幌-新千歲、沖繩 季節性：旭川 | 1 北翼   |
| 樂桃航空（MM）                            | 國內線：東京-成田、札幌-新千歲、福岡、沖繩、宮崎、鹿兒島、仙台、新潟、長崎、釧路、松山、奄美、石垣 國際線：首爾-仁川、首爾-金浦、臺北-桃園、高雄、上海-浦東、香港、曼谷-蘇凡納布 、新加坡 | 2        |
| 捷星日本航空（GK）                        | 國內線：東京-成田、 札幌-新千歲、福岡、沖繩、熊本、高知、宮古-下地島 國際線：臺北-桃園、馬尼拉                                                                                            | 1 南翼   |
| 星悅航空（7G）                            | 國內線：東京-羽田 | 1 北翼   |
| 大韓航空（KE）                            | 首爾-仁川、首爾-金浦 | 1 北翼   |
| 韓亞航空（OZ）                            | 首爾-仁川、首爾-金浦 | 1 北翼   |
| 真航空（LJ）                              | 首爾-仁川、釜山 | 1 南翼   |
| 釜山航空（BX）                            | 首爾-仁川、釜山 | 1 北翼   |
| 濟州航空（7C）                            | 首爾-仁川、首爾-金浦、釜山 | 2        |
| 德威航空（TW）                            | 首爾-仁川、釜山、大邱、濟州、清州 | 1 南翼   |
| 首爾航空（RS）                            | 首爾-仁川 | 1 北翼   |
| 中華航空（CI）                            | 臺北-桃園、高雄 | 1 南翼   |
| 長榮航空（BR）                            | 臺北-桃園、高雄 | 1 北翼   |
| 台灣虎航（IT）                            | 臺北-桃園、高雄 | 1 北翼   |
| 星宇航空（JX）                            | 臺北-桃園 | 1 北翼   |
| 中國國際航空（CA）                        | 北京-首都、上海-浦東、杭州 | 1 南翼   |
| 中國東方航空（MU）                        | 北京-大興、上海-浦東、成都-天府、武漢、南昌、昆明（經上海-浦東）寧波、青岛 | 1 南翼   |
| 中國南方航空（CZ）                        | 北京-大興、上海-浦東、大連、廣州、瀋陽、哈爾濱、長沙、长春（2025年9月1日復辦） | 1 南翼   |
| 深圳航空（ZH）                            | 深圳、無錫、南京 | 1 南翼   |
| 上海航空（FM）                            | 上海-浦東 | 1 南翼   |
| 吉祥航空（HO）                            | 上海-浦東、南京、北京-大興、無錫 | 1 南翼   |
| 春秋航空（9C）                            | 上海-浦東、大連、广州、沈陽、西安、寧波、蘭州（经上海-浦东）、 厦门、揚州、盐城（2025年9月10日開辦）                                                                                      | 2        |
| 山東航空（SC）                            | 青岛、濟南 | 1 北翼   |
| 厦门航空（MF）                            | 重慶、厦门、福州、杭州 | 1 南翼   |
| 四川航空（3U）                            | 成都-天府 | 1 南翼   |
| 天津航空（GS）                            | 天津、貴陽 | 1 北翼   |
| 河北航空（NS）                            | 石家莊 | 1        |
| 海南航空（HU）                            | 深圳、重庆、西安 | 1        |
| 中國聯合航空（KN）                        | 北京/大興 | 1        |
| 國泰航空（CX）                            | 香港、臺北-桃園 | 1 北翼   |
| 香港航空（HX）                            | 香港 | 1 北翼   |
| 香港快運航空（UO）                        | 香港 | 1 南翼   |
| 大灣區航空（HB）                          | 香港 | 1 北翼   |
| 澳門航空（NX）                            | 澳門 | 1 南翼   |
| 菲律賓航空（PR）                          | 馬尼拉、宿霧 | 1 南翼   |
| 宿霧太平洋航空（5J）                      | 馬尼拉 | 1 南翼   |
| 越南航空（VN）                            | 河內、胡志明市、峴港 | 1 南翼   |
| 越捷航空（VJ）                            | 河內、胡志明市 | 1 北翼   |
| 泰國國際航空（TG）                        | 曼谷-蘇凡納布 | 1 北翼   |
| 泰國全亞洲航空（XJ）                      | 曼谷-廊曼 | 1 北翼   |
| 泰國獅子航空（SL）                        | 曼谷-廊曼 | 1 北翼   |
| 馬來西亞航空（MH）                        | 吉隆坡 | 1 北翼   |
| 全亞洲航空（D7）                          | 臺北-桃園、吉隆坡、檀香山 | 1 北、翼 |
| 新加坡航空（SQ）                          | 新加坡 | 1 南翼   |
| 酷航（TR）                                | 新加坡 | 1 南翼   |
| 阿聯酋航空（EK）                          | 杜拜 | 1 北翼   |
| 阿提哈德航空（EY）                        | 阿布扎比 | 1 北翼   |
| 卡塔爾航空（QR）                          | 多哈 | 1 北翼   |
| 土耳其航空（TK）                          | 伊斯坦堡 | 1 北翼   |
| 新西蘭航空（NZ）                          | 季節性：奧克蘭 | 1 北翼   |
| 法國航空（AF）                            | 巴黎-戴高樂 | 1 南翼   |
| 荷蘭皇家航空（KL）                        | 首爾-仁川、阿姆斯特丹 | 1        |
| 夏威夷航空（HA）                          | 檀香山 | 1 北翼   |
| 聯合航空（UA）                            | 舊金山、關島 | 1 北翼   |

### 貨運
联邦快递航空在关西机场建设之时便希望开设基地。但日本政府基于1952年签订的《美日航空协定》并无关于联邦快递的第五航权条款为由拒绝，且联邦快递不愿利用协定中的第三、第四航权开设航线。美国联邦快递于1998年《美日航空协定》后取得日本的第五航权，并于2014年在关西机场设立北太平洋基地。
| 航空公司         | 目的地 |
| ---------------- | --- |
| 聯邦快遞         | 臺北-桃園、安克雷奇、印第安纳波利斯、孟菲斯、三藩市-奧克蘭、北京-首都、廣州、香港、新加坡、上海-浦東、東京-成田、河内、巴黎-戴高乐、列日 |
| 漢莎貨運航空     | 法蘭克福、克拉斯諾亞爾斯克 |
| 日本貨物航空     | 曼谷、北京-首都、廣州、香港、首爾-仁川、上海-浦東、新加坡、東京-成田                                                                     |
| 全日空日本快運   | 首爾-仁川 |
| 全日空貨運       | 東京-成田、東京-羽田、那霸、佐賀、上海-浦東、大連、青島、廈門、曼谷-蘇凡納布                                                             |
| 大韓航空貨運     | 首爾-仁川 |
| 韓亞航空貨運     | 首爾-仁川 |
| 中華航空貨運     | 臺北-桃園、安克雷奇、洛杉磯、芝加哥-奧黑爾、達拉斯                                                                                       |
| 長榮航空貨運     | 臺北-桃園 |
| 國泰貨運         | 香港 |
| 香港華民航空     | 香港 |
| 香港貨運航空     | 香港 |
| 中國國際貨運航空 | 北京-首都、上海-浦東 |
| 中國貨運航空     | 上海-浦東、廈門 |
| 中國郵政航空     | 上海-浦東 |
| 圓通航空         | 煙台 |
| 雅庫特航空       | 上海-浦東 |
| 新加坡货运航空   | 香港、洛杉磯、新加坡 |
| 博立货运航空     | 芝加哥-奧黑爾、上海-浦東 |
| 聯合包裹         | 安克雷奇、上海-浦東、深圳 |

## 圖集

### 機場設施

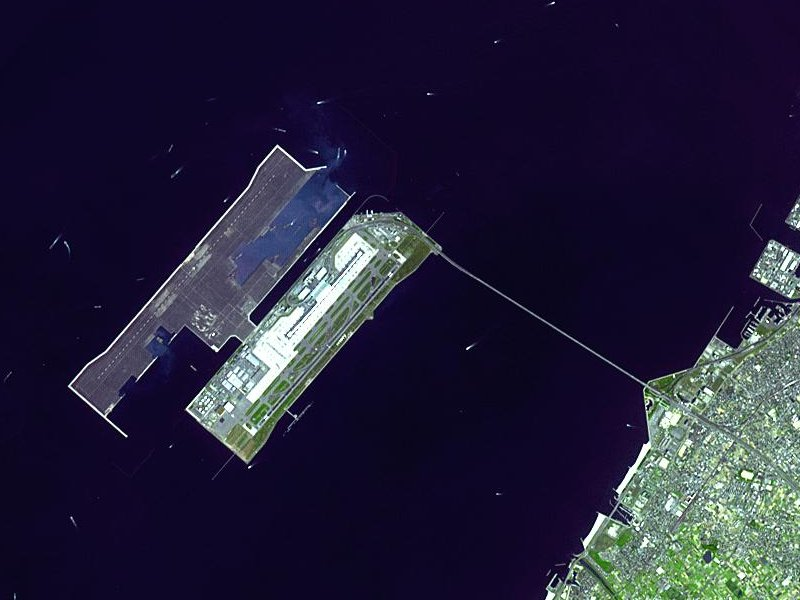
鳥瞰關西國際機場的衛星影像，人工島左側為興建中的第二跑道（2003年攝）
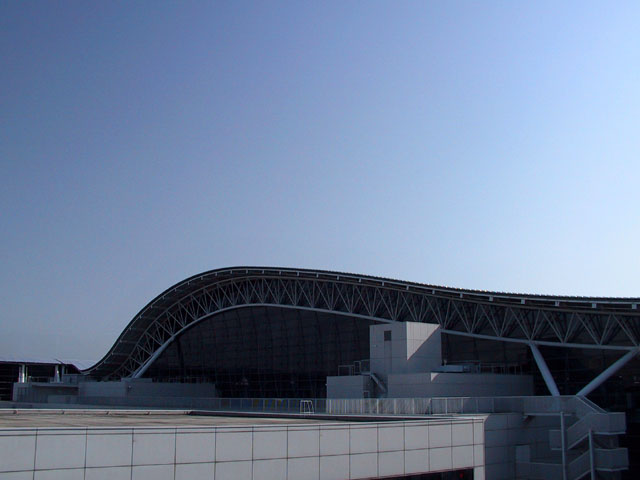
關西國際機場主大樓狀似螺旋槳曲線般的屋頂
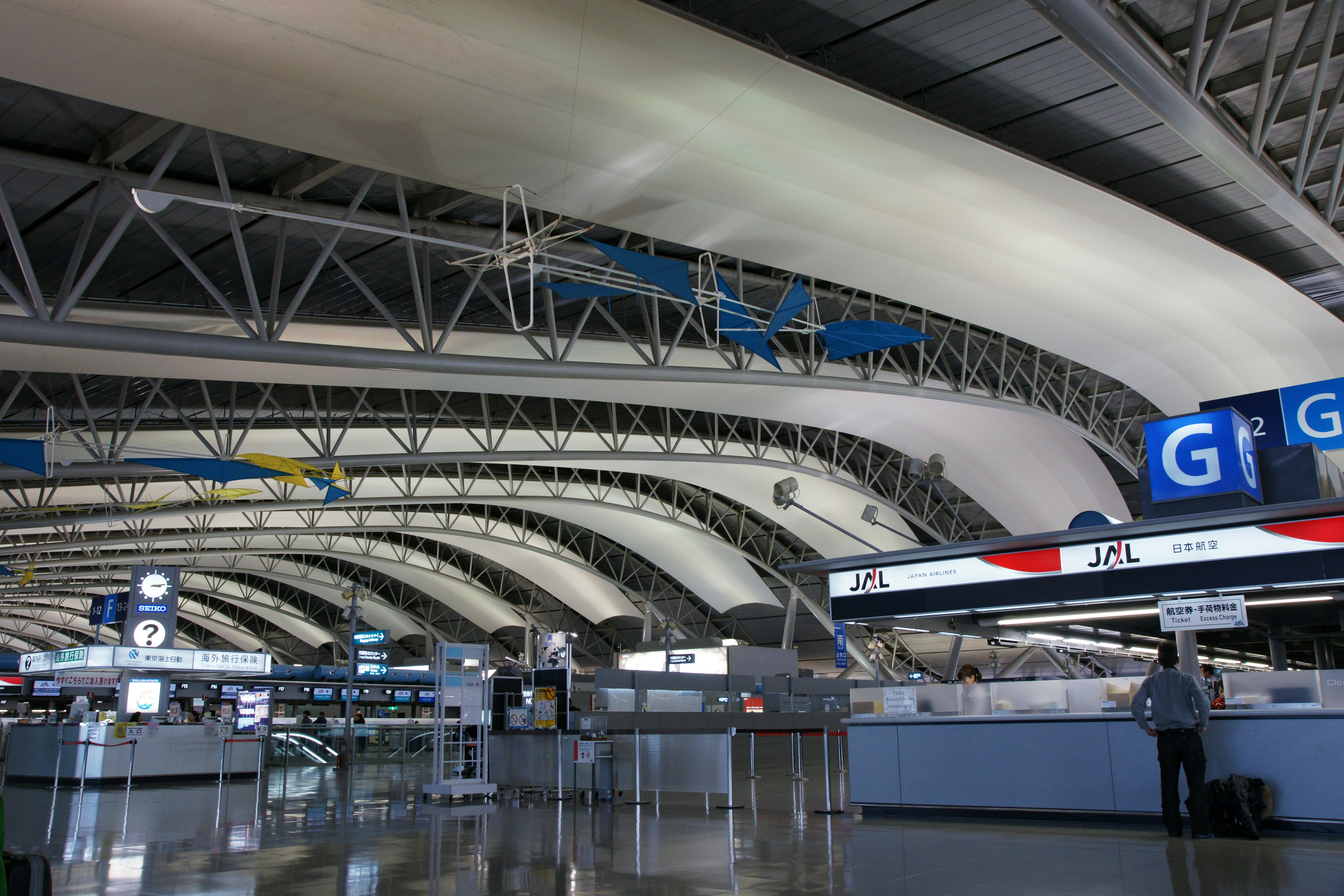
關西國際機場的出境大廳
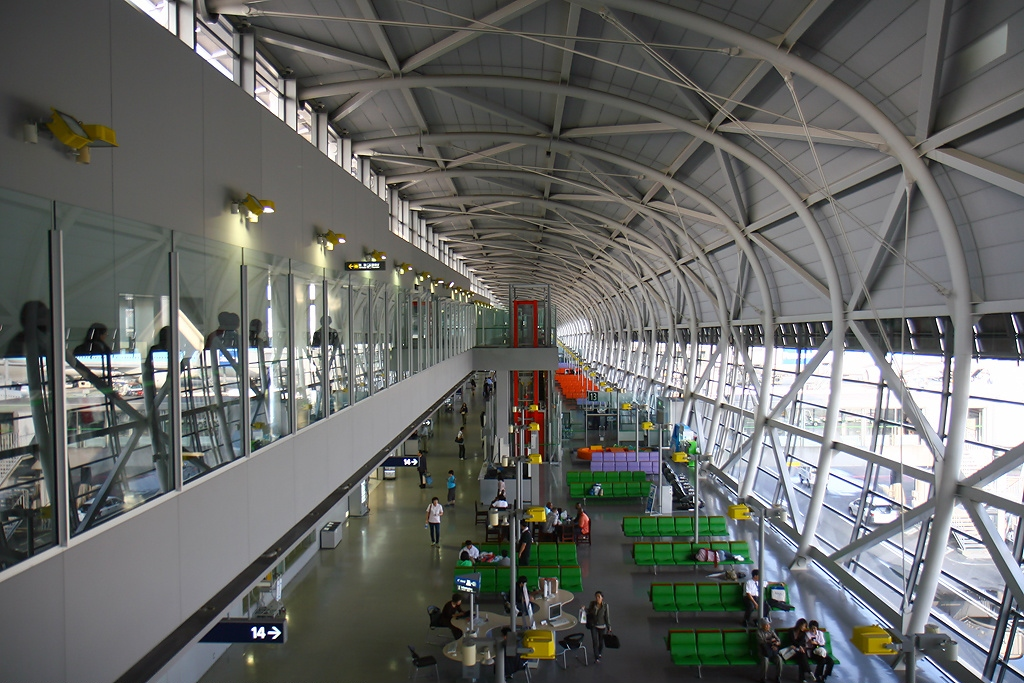
登機閘口
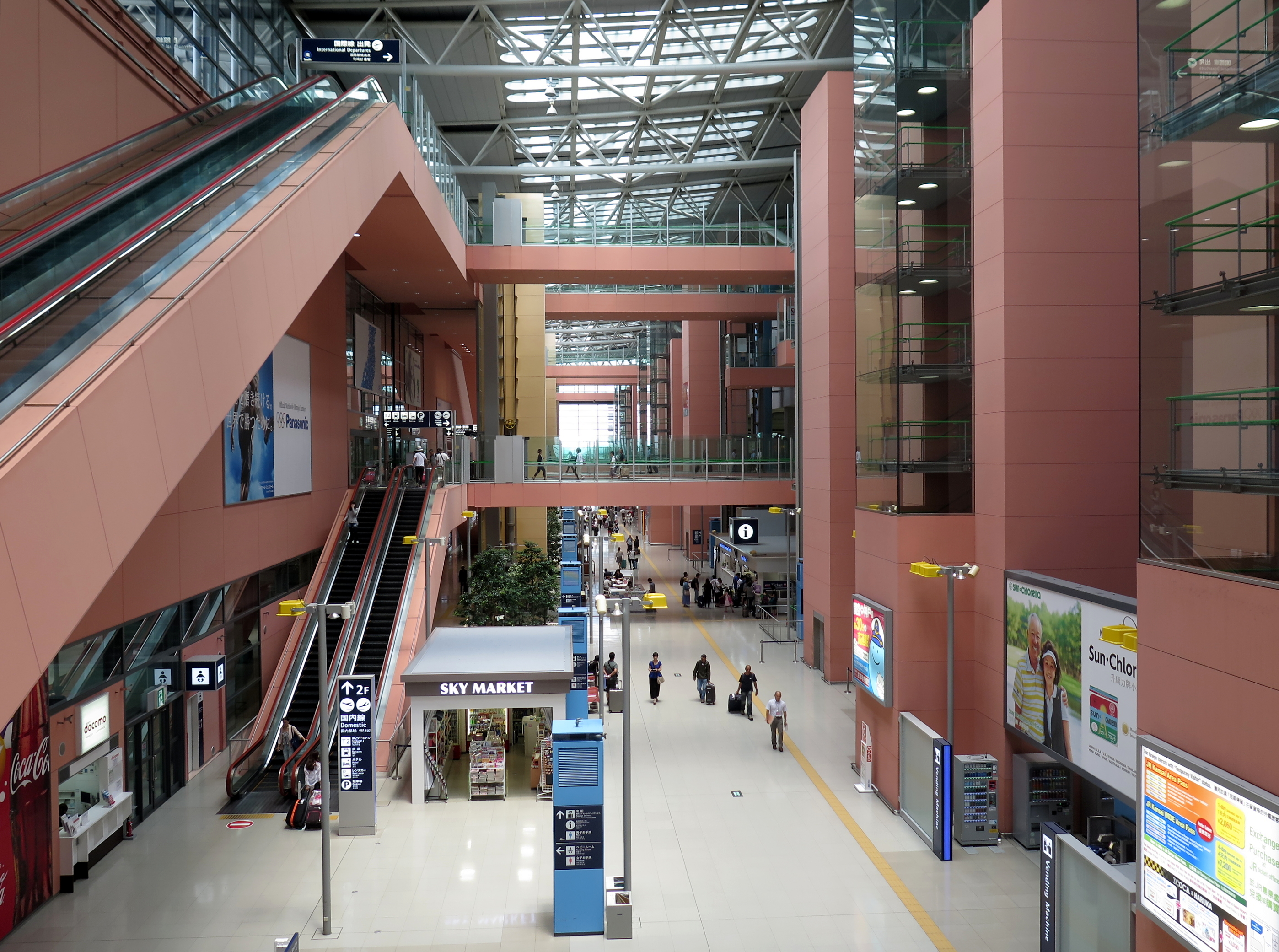
第1航廈內貌
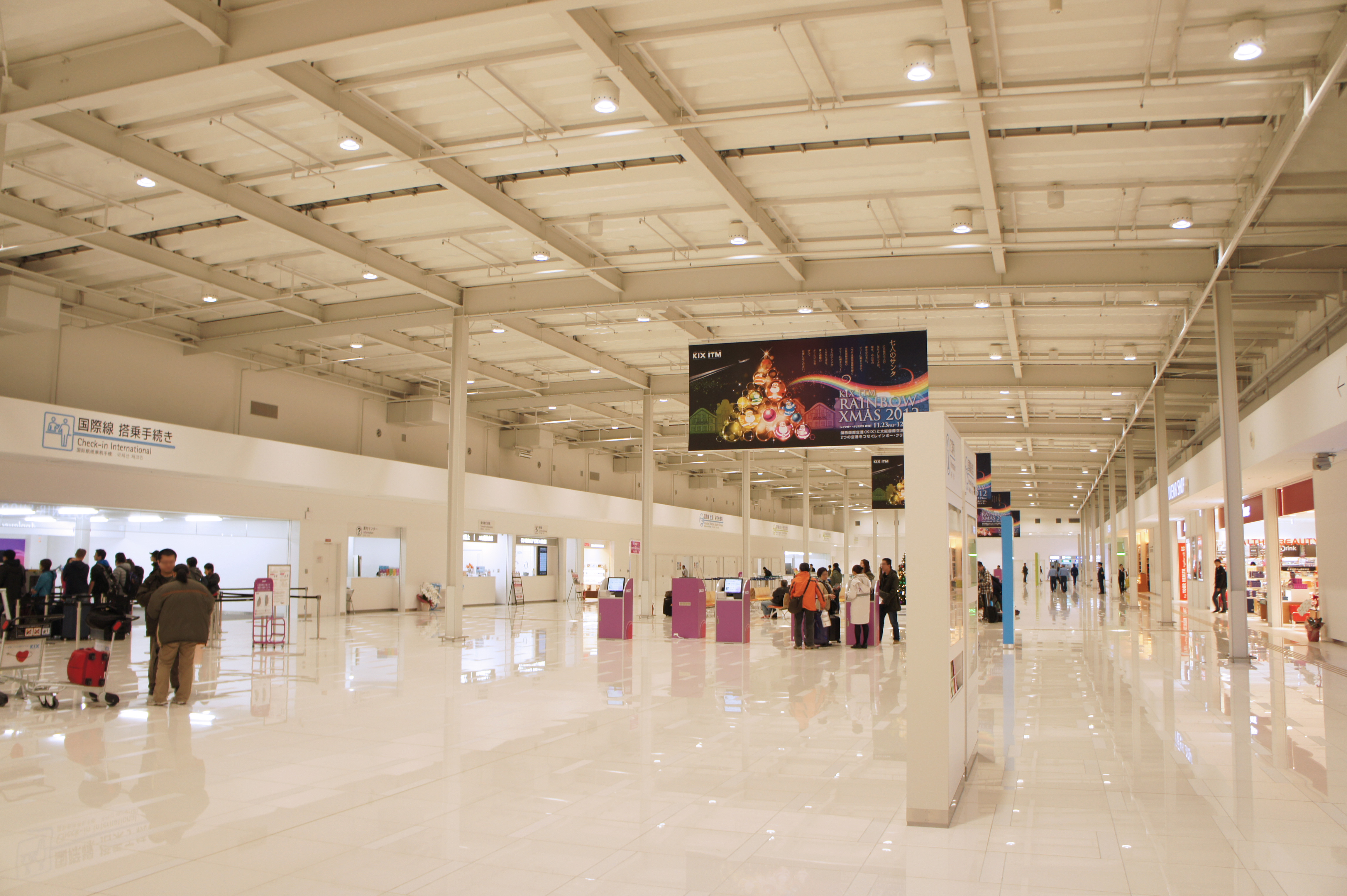
第2航廈離境大堂
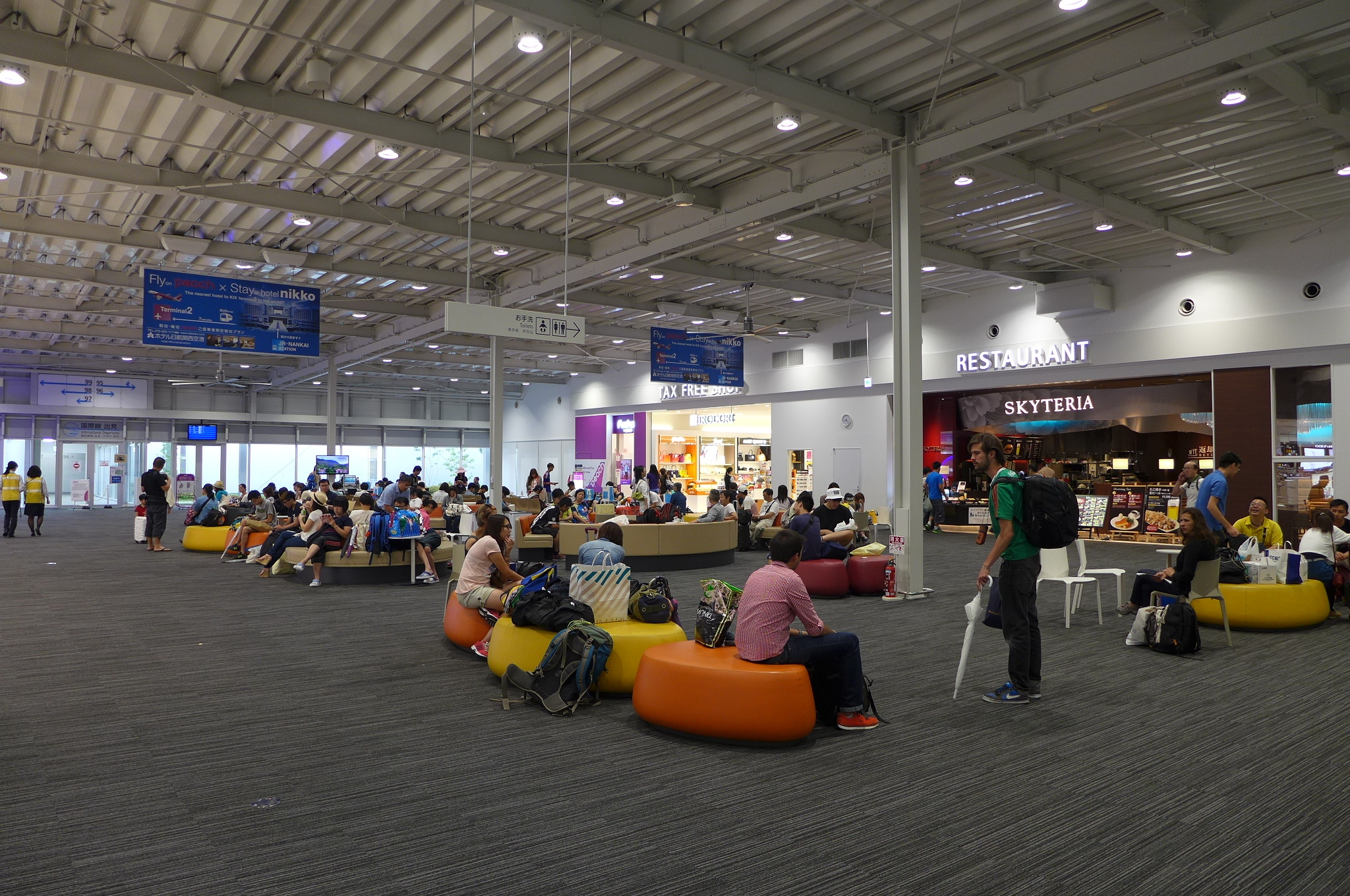
第2航廈離境大堂禁區商店
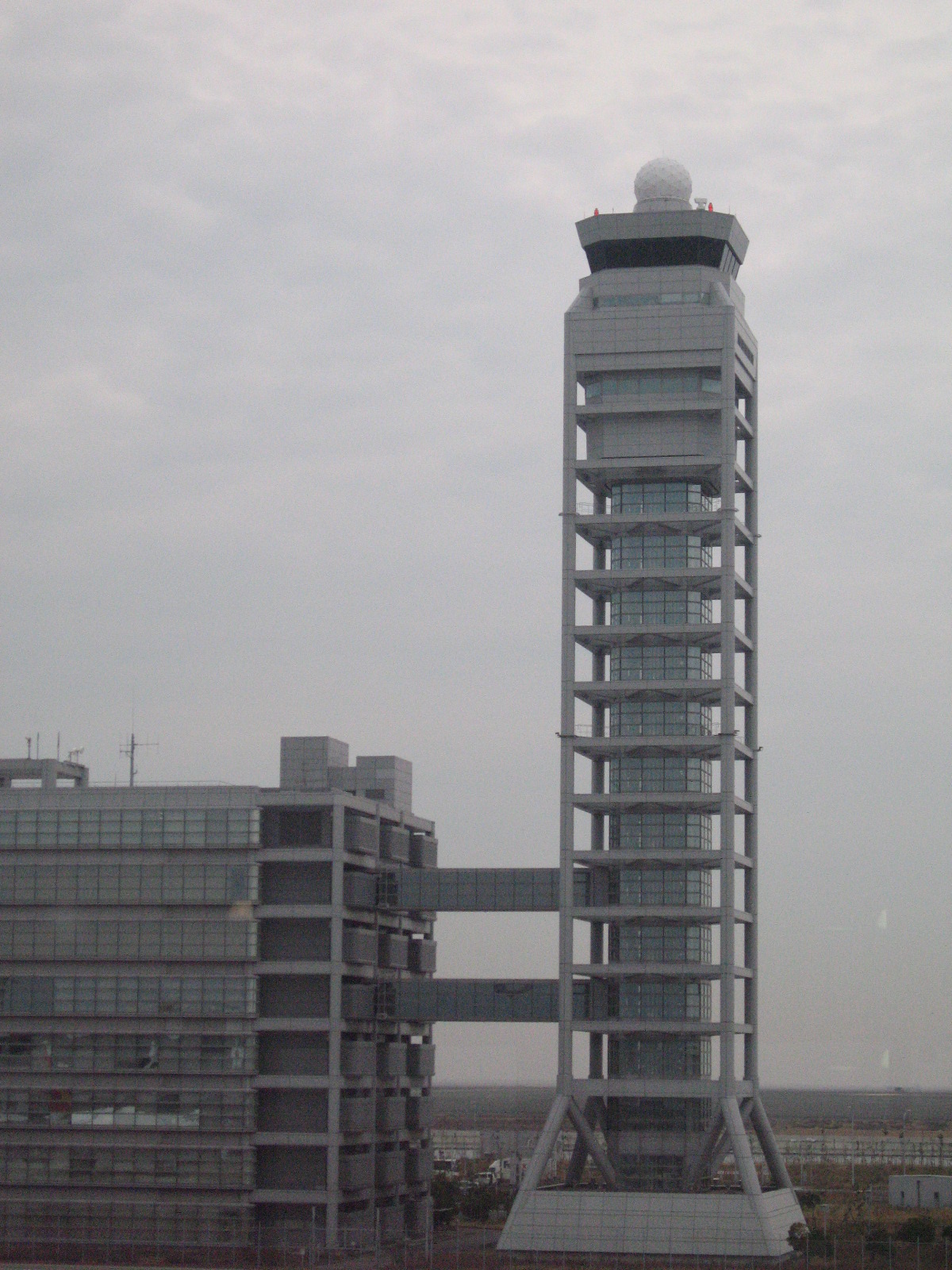
機場塔台

## 外部連結
- 官方网站 （日語）（英文）（简体中文）（繁體中文）
- Hanami Web - Kansai Airport KIX（英文）
- 維客旅行上的关西国际机场（页面存档备份，存于）（日語）
- 谷歌地圖